# سلطان حسین‌خان شاملو
سلطان حسین‌خان شاملو (درگذشته ۱۵۸۰ میلادی) از امرای قزلباش طایفه ایل شاملو، پسر دورمیش‌خان شاملو و پدر علی‌قلی‌بیگ گورکان شاملو بود. سلطان حسین‌خان شاملو تأثیر به سزایی در زنده ماندن و کشته نشدن عباس میرزا (بعداً شاه عباس یکم) داشت. پس از تاجگذاری شاه محمد خدابنده سلطان حسین‌خان شاملو به حکومت قزوین (پایتخت) منصوب شد. شاه اسماعیل دوم به پسرش علی‌قلی‌بیگ گورکان شاملو فرمان داده بود به محض رسیدن به هرات شاهزاده عباس میرزا (بعدا" شاه عباس یکم) را به قتل برساند ولی با قتل شاه اسماعیل دوم این امر محقق نشد و شاهزاده عباس میرزا زنده ماند. پس از مرگ شاه اسماعیل دوم، سلطان حسین‌خان شاملو، یکی از خدمتکاران خود به نام محمود بیگ را مأمور کرد با شتاب به هرات برود و خبر کشته شدن شاه اسماعیل دوم را به علی‌قلی‌بیگ گورکان شاملو برساند و اگر عباس میرزا (بعدا" شاه عباس یکم) را نکشته باشند از این کار جلوگیری کند.
پس از قتل شاه اسماعیل دوم (۱۵۷۷ میلادی) برنامه کشتن عباس میرزا ناکام ماند. این رویداد باعث شد علی‌قلی‌بیگ گورکان شاملو جشنی بر پا کند و خود را لله عباس میرزا معرفی کند.
پس از رسیدن خبر کشته شدن مهدعلیا (۱۵۷۹ میلادی) به خراسان، سلطان حسین‌خان شاملو که به دستور ملکه مهدعلیا برای بازگرداندن عباس میرزا (بعداً شاه عباس یکم) به خراسان رفته بود به قزوین بازگشت.
پس از جنگ‌های خراسان (۱۵۸۰) ولی‌خلیفه شاملو به دست علی‌قلی‌بیگ گورکان شاملو مسموم می‌گردد لذا اسماعیل قلی‌بیگ شاملو به خونخواهی پدرش و با تحریک طوایف تکلو و ترکمان علیه پدر علی قلی‌بیگ شاملو (سلطان حسین‌خان شاملو، حاکم قزوین) شورش کرده و با گرفتن لقب خانی و حکم امارت قزوین، برای کشتن سلطان حسین‌خان شاملو اقدام می‌کند و نهایتاً سلطان حسین‌خان شاملو را در اردبیل می‌کشد.